# Liste der olympischen Medaillengewinner aus Deutschland/E
- Eberle, Verena
Olympische Sommerspiele 1972, (FRG): Bronzemedaille, Schwimmen „4-mal-100-Meter-Lagenstaffel Frauen“
- Eberle, Wolrad
Olympische Sommerspiele 1932, (GER): Bronzemedaille, Leichtathletik „Zehnkampf Männer“
- Ebert, Henrietta
Olympische Sommerspiele 1976, (GDR): Goldmedaille, Rudern „Achter Frauen“
- Ebnoutalib, Faissal
Olympische Sommerspiele 2000, (GER): Silbermedaille, Taekwondo „68–80 Kilogramm Männer“
- Eckbauer-Baumann, Edith
Olympische Sommerspiele 1976, (FRG): Bronzemedaille, Rudern „Zweier ohne Steuerfrau“
- Eckbrett, Torsten
Olympische Sommerspiele 2008, (GER): Bronzemedaille, Kanurennsport „K4 1000 Meter Männer“
- Eckert-Wöckel, Bärbel
Olympische Sommerspiele 1976, (GDR): Goldmedaille, Leichtathletik „200 Meter Frauen“
Olympische Sommerspiele 1976, (GDR): Goldmedaille, Leichtathletik „4-mal-100-Meter-Staffel Frauen“
Olympische Sommerspiele 1980, (GDR): Goldmedaille, Leichtathletik „200 Meter Frauen“
Olympische Sommerspiele 1980, (GDR): Goldmedaille, Leichtathletik „4-mal-100-Meter-Staffel Frauen“
- Eckstein, Hans
Olympische Sommerspiele 1932, (GER): Silbermedaille, Wasserball „Männer“
- Eckstein, Rudolf
Olympische Sommerspiele 1936, (GER): Goldmedaille, Rudern „Vierer ohne Steuermann“
- Edelmann, Tino
Olympische Winterspiele 2010, (GER): Bronzemedaille, Nordische Kombination „Teamwettbewerb Männer“
- Effertz, Horst
Olympische Sommerspiele 1960, (EUA): Goldmedaille, Rudern „Vierer mit Steuermann“
- Eger, Günther
Olympische Winterspiele 1992, (GER): Bronzemedaille, Bobsport „Zweierbob Männer“
- Eggert, Toni
Olympische Winterspiele 2018, (GER): Bronzemedaille, Rennrodeln „Doppelsitzer Männer“
Olympische Winterspiele 2018, (GER): Silbermedaille, Rennrodeln „Doppelsitzer Männer“
- Ehl, Klaus
Olympische Sommerspiele 1972, (FRG): Bronzemedaille, Leichtathletik „4-mal-100-Meter-Staffel Männer“
- Ehlers, Nils
Olympische Sommerspiele 2024, (GER): Silbermedaille, Beachvolleyball „Männer“
- Ehliz, Yasin
Olympische Winterspiele 2018, (GER): Silbermedaille, Eishockey „Männer“
- Ehning, Marcus
Olympische Sommerspiele 2000, (GER): Goldmedaille, Springreiten „Mannschaft“
- Ehrenberg, André
Olympische Sommerspiele 1996, (GER): Bronzemedaille, Kanuslalom „C2 Männer“
- Ehrenbrink, Ralf
Olympische Sommerspiele 1988, (FRG): Goldmedaille, Vielseitigkeitsreiten „Mannschaft“
Olympische Sommerspiele 1992, (GER): Bronzemedaille, Vielseitigkeitsreiten „Mannschaft“
- Ehrhardt, Annelie
Olympische Sommerspiele 1972, (GDR): Goldmedaille, Leichtathletik „100 Meter Hürden Frauen“
- Ehrhoff, Christian
Olympische Winterspiele 2018, (GER): Silbermedaille, Eishockey „Männer“
- Ehrig-Mitscherlich, Andrea
Olympische Winterspiele 1976, (GDR): Silbermedaille, Eisschnelllauf „3000 Meter Frauen“ als Andrea Mitscherlich
Olympische Winterspiele 1984, (GDR): Silbermedaille, Eisschnelllauf „1000 Meter Frauen“ als Andrea Schöne
Olympische Winterspiele 1984, (GDR): Silbermedaille, Eisschnelllauf „1500 Meter Frauen“ als Andrea Schöne
Olympische Winterspiele 1984, (GDR): Goldmedaille, Eisschnelllauf „3000 Meter Frauen“ als Andrea Schöne
Olympische Winterspiele 1988, (GDR): Bronzemedaille, Eisschnelllauf „1500 Meter Frauen“ als Andrea Ehrig
Olympische Winterspiele 1988, (GDR): Silbermedaille, Eisschnelllauf „3000 Meter Frauen“ als Andrea Ehrig
Olympische Winterspiele 1988, (GDR): Silbermedaille, Eisschnelllauf „5000 Meter Frauen“ als Andrea Ehrig
- Ehrig, Harald
Olympische Winterspiele 1972, (GDR): Silbermedaille, Rennrodeln „Einsitzer Männer“
- Ehrig, Joachim
Olympische Sommerspiele 1972, (FRG): Bronzemedaille, Rudern „Vierer ohne Steuermann“
- Ehrl, Wolfgang
Olympische Sommerspiele 1932, (GER): Silbermedaille, Ringen „griechisch-römischer Stil Federgewicht Männer“
Olympische Sommerspiele 1936, (GER): Silbermedaille, Ringen „Freistil Leichtgewicht Männer“
- Eiben, Reinhard
Olympische Sommerspiele 1972, (GDR): Goldmedaille, Kanuslalom „C1 Männer“
- Eichholz, Armin
Olympische Sommerspiele 1988, (FRG): Goldmedaille, Rudern „Achter Männer“
Olympische Sommerspiele 1992, (GER): Bronzemedaille, Rudern „Achter Männer“
- Eichhorn, Willi
Olympische Sommerspiele 1936, (GER): Goldmedaille, Rudern „Zweier ohne Steuermann“
- Eichwurzel, Bernd
Olympische Sommerspiele 1988, (GDR): Goldmedaille, Rudern „Vierer mit Steuermann“
- Eicke, Hans
Olympische Sommerspiele 1908, (GER): Silbermedaille, Leichtathletik „4-mal-400-Meter-Staffel Männer“
- Eicke, Ulrich
Olympische Sommerspiele 1984, (FRG): Goldmedaille, Kanurennsport „C1 1000 Meter Männer“
- Eife, Andrea
Olympische Sommerspiele 1972, (GDR): Silbermedaille, Schwimmen „4-mal-100-Meter-Freistilstaffel Frauen“
- Eimer, Christoph
Olympische Sommerspiele 2004, (GER): Bronzemedaille, Feldhockey „Männer“
- Einöder-Straube, Thea
Olympische Sommerspiele 1976, (FRG): Bronzemedaille, Rudern „Zweier ohne Steuerfrau Frauen“
- Eisenecker, Julius
Olympische Sommerspiele 1936, (GER): Bronzemedaille, Fechten „Florett Mannschaft Männer“
Olympische Sommerspiele 1936, (GER): Bronzemedaille, Fechten „Säbel Mannschaft Männer“
- Eitberger, Dajana
Olympische Winterspiele 2018, (GER): Silbermedaille, Rennrodeln „Einsitzer Frauen“
- Eller, Hans
Olympische Sommerspiele 1932, (GER): Goldmedaille, Rudern „Vierer mit Steuermann“
- Embach, Carsten
Olympische Winterspiele 1994, (GER): Bronzemedaille, Bobsport „Viererbob Männer“
Olympische Winterspiele 2002, (GER): Goldmedaille, Bobsport „Viererbob Männer“
- Emmelmann, Kirsten
Olympische Sommerspiele 1988, (GDR): Bronzemedaille, Leichtathletik „4-mal-400-Meter-Staffel Frauen“
- Emmerling, Björn
Olympische Sommerspiele 2004, (GER): Bronzemedaille, Feldhockey „Männer“
- Endemann, Vivien
Olympische Sommerspiele 2024, (GER): Bronzemedaille, Fußball „Frauen“
- Ender, Kornelia
Olympische Sommerspiele 1972, (GDR): Silbermedaille, Schwimmen „200 Meter Lagen Frauen“
Olympische Sommerspiele 1972, (GDR): Silbermedaille, Schwimmen „4-mal-100 Meter Freistilstaffel Frauen“
Olympische Sommerspiele 1972, (GDR): Silbermedaille, Schwimmen „4-mal-100-Meter-Lagenstaffel Frauen“
Olympische Sommerspiele 1976, (GDR): Goldmedaille, Schwimmen „100 Meter Schmetterling Frauen“
Olympische Sommerspiele 1976, (GDR): Goldmedaille, Schwimmen „100 Meter Freistil Frauen“
Olympische Sommerspiele 1976, (GDR): Goldmedaille, Schwimmen „200 Meter Freistil Frauen“
Olympische Sommerspiele 1976, (GDR): Silbermedaille, Schwimmen „4-mal-100-Meter-Freistilstaffel Frauen“
Olympische Sommerspiele 1976, (GDR): Goldmedaille, Schwimmen „4-mal-100-Meter-Lagenstaffel Frauen“
- Enderlein, Ortrun
Olympische Winterspiele 1964, (EUA): Goldmedaille, Rennrodeln „Einsitzer Frauen“
- Enders, Rene
Olympische Sommerspiele 2008, (GER): Bronzemedaille, Bahnradsport „Sprint Männer“
Olympische Sommerspiele 2012, (GER): Bronzemedaille, Bahnradsport „Teamsprint Männer“
- Endras, Dennis
Olympische Winterspiele 2018, (GER): Silbermedaille, Eishockey „Männer“
- Endres, Thomas
Olympische Sommerspiele 1988, (FRG): Silbermedaille, Fechten „Florett Mannschaft Männer“
- Engelhard, Hermann
Olympische Sommerspiele 1928, (GER): Silbermedaille, Leichtathletik „4-mal-400-Meter-Staffel Männer“
Olympische Sommerspiele 1928, (GER): Bronzemedaille, Leichtathletik „800 Meter Männer“
- Engelhardt, Dieter
Olympische Sommerspiele 1964, (EUA): Bronzemedaille, Fußball „Männer“
- Engelhardt, Olaf
Olympische Sommerspiele 1976, (GDR): Bronzemedaille, Segeln „Soling Mixed“
- Englich, Mirko
Olympische Sommerspiele 2008, (GER): Silbermedaille, Ringen „griechisch-römisch Mittelgewicht Männer“
- Engleder, Barbara
Olympische Sommerspiele 2016, (GER): Goldmedaille, Schießen „Sportgewehr Dreistellungskampf Frauen“
- Epple, Irene
Olympische Winterspiele 1980, (FRG): Silbermedaille, Ski Alpin „Riesentorlauf Frauen“
- Erdmann, Susi
Olympische Winterspiele 1992, (GER): Bronzemedaille, Rennrodeln „Einsitzer Frauen“
Olympische Winterspiele 1994, (GER): Silbermedaille, Rennrodeln „Einsitzer Frauen“
Olympische Winterspiele 2002, (GER): Bronzemedaille, Bobsport „Zweierbob Frauen“
- Erhorn, Claus
Olympische Sommerspiele 1984, (FRG): Bronzemedaille, Vielseitigkeitsreiten „Mannschaft“
Olympische Sommerspiele 1988, (FRG): Goldmedaille, Vielseitigkeitsreiten „Mannschaft“
- Ernsting-Krienke, Nadine
Olympische Sommerspiele 1992, (GER): Goldmedaille, Feldhockey „Frauen“
Olympische Sommerspiele 2004, (GER): Silbermedaille, Feldhockey „Frauen“
- Errath, Christine
Olympische Winterspiele 1976, (GDR): Bronzemedaille, Eiskunstlauf „Frauen“
- Ertl, Martina
Olympische Winterspiele 1994, (GER): Silbermedaille, Ski Alpin „Riesenslalom Frauen“
Olympische Winterspiele 1998, (GER): Silbermedaille, Ski Alpin „Alpine Kombination Frauen“
Olympische Winterspiele 2002, (GER): Bronzemedaille, Ski Alpin „Alpine Kombination Frauen“
- Escher, Gitta
Olympische Sommerspiele 1976, (GDR): Bronzemedaille, Turnen „Mannschaft Frauen“
- Eschert, Jürgen
Olympische Sommerspiele 1964, (EUA): Goldmedaille, Kanurennsport „C1 1000 Meter Männer“
- Esser, Hans
Olympische Sommerspiele 1936, (GER): Bronzemedaille, Fechten „Säbel Mannschaft Männer“
- Esser, Roswitha
Olympische Sommerspiele 1964, (EUA): Goldmedaille, Kanurennsport „K2 500 Meter Frauen“
Olympische Sommerspiele 1968, (FRG): Goldmedaille, Kanurennsport „K2 500 Meter Frauen“
- Estner, Hansi
Olympische Winterspiele 1980, (FRG): Bronzemedaille, Biathlon „4-mal-7,5-Kilometer-Staffel Männer“
- Ettingshausen, Colin von
Olympische Sommerspiele 1992, (GER): Silbermedaille, Rudern „Zweier ohne Steuermann Männer“
- Evers, Meike
Olympische Sommerspiele 2000, (GER): Goldmedaille, Rudern „Doppelvierer Frauen“
Olympische Sommerspiele 2004, (GER): Goldmedaille, Rudern „Doppelvierer Frauen“
- Everts, Sabine
Olympische Sommerspiele 1984, (FRG): Bronzemedaille, Leichtathletik „Siebenkampf Frauen“